# كريستين شال
كريستين شال (بالإنجليزية: Kristen Schaal)‏ مواليد 24 يناير 1978 في كولورادو، الولايات المتحدة، هي ممثلة أمريكية.

## الأعمال
- بيتي القبيحة
- نوربت
- ماد من
- كيف قابلت أمكم
- العائلة الحديثة
- عيد الحب
- شريك 4
- آخر رجل على الأرض
- ليتيرالي، رايت بيفور آرون

## روابط خارجية
- كريستين شال على موقع IMDb (الإنجليزية)
- كريستين شال على موقع ألو سيني (الفرنسية)
- كريستين شال على موقع ميوزك برينز (الإنجليزية)
- كريستين شال على موقع أول موفي (الإنجليزية)
- كريستين شال على موقع قاعدة بيانات الأفلام السويدية (السويدية)
- كريستين شال على موقع إن إن دي بي (الإنجليزية)
- كريستين شال على موقع ديسكوغز (الإنجليزية)
- كريستين شال على موقع قاعدة بيانات الفيلم (الإنجليزية)
- كريستين شال على موقع كينوبويسك (الروسية)